# Akáccsiperke
Az akáccsiperke (Agaricus bresadolanus) a csiperkefélék családjába tartozó, homokos talajú akácosokban termő, ehető gomba. Bohus Gábor írta le 1969-ben.

## Megjelenése
Az akáccsiperke kalapja 5–10 cm átmérőjű, fiatalon félgömb alakú, idősebb korban ellaposodik és közepén benyomódhat. Színe fehér, középen szürkésbarnás árnyalatú. Közepe pikkelyes, szálas felületű, a perem felé sima. Sűrűn álló lemezei a tönknél felkanyarodnak, ahhoz nem nőnek hozzá. Színük kezdetben halvány hússzínű, idősödve vörösbarnák, majd egészen sötétbarnák lesznek. A kalap húsa viszonylag vékony, fehér, vágásra nem színeződik, kellemes gombaillatú.
Tönkje 4–8 cm magas és 1–2 cm vastag; színe fehéres, benyomva kissé megsárgulhat. Tövénél gumós, gyökérszerű micéliumszálak állnak ki belőle. Fiatalon a felső része enyhén rózsás árnyalatú. Középtájon vékony, hártyás gallér található rajta.
Spórapora sötétbarna, a spórák 6-7 mikrométer hosszúak és 4-4,5 mikrométer szélesek, simák, oválisak. 

### Hasonló fajok
Hasonlít hozzá a mérgező fenolszagú csiperke (Agaricus pilatianus), de az vágásra krómsárgára színeződik és gallérja vastag. Szintén hasonló az ehető karcsú csiperke (Agaricus silvicola), amely nyúlánkabb, húsa nyomásra elsárgul, lemezei fiatalon fehérek, majd szürkésrózsaszínek.
Valamennyi csiperkefajnál gondolni kell a gyilkos galócával való összetéveszthetőségre, különösen a fiatal példányok esetén. Az akáccsiperkénél a rózsaszín lemezek, a bocskor hiánya és a termőhely (erdő helyett akácligetek) különböztetik meg tőle.

## Elterjedése és termőhelye
Közép- és Dél-Európában, valamint Ázsiában fordul elő.
Májustól októberig terem egyesével vagy csoportosan a homokos talajú akácligetekben.
Ehető gomba.